# Howard Morris
Howard R. Morris é um bioquímico britânico.
Recebeu a Medalha Real de 2014.